# Jean II de Choiseul
Jean II de Choiseul, né vers 1255 et mort en 1336, est seigneur de Choiseul, en Champagne. Il est le fils de Jean Ier de Choiseul, seigneur de Choiseul, et d'Alix d'Aigremont, dite Bartholomette.

## Biographie

### Origines et début de carrière
Né vers 1255, Jean II de Choiseul est le fils de Jean Ier de Choiseul, seigneur de Choiseul, et d'Alix d'Aigremont, dite Bartholomette.
En 1294, il est envoyé à Reims par le roi de France Philippe le Bel afin de lever le droit de gîte de la ville pour le paient du sacre. Le fait qu'il ait été choisi pour cette mission peut indiquer qu'il fait partie de l'entourage du roi, peut-être à cause de ses origines capétienne de par sa grand-mère Alix de Dreux.
Vers 1296, il semble diriger la seigneurie d'Aigremont, ainsi que toutes ses dépendances, du vivant de son père. Cette pratique était relativement courante à l'époque et permettait à un fils d'avoir un revenu du vivant de ses parents et d'acquérir de l'expérience dans l'administration d'un fief. Cette jouissance lui a sans doute été donnée à l'occasion de ses fiançailles ou de son mariage avec Alix de Grancey.
En 1297, il est armé chevalier mais n'use que peu de cette qualité dans ses chartes.
En 1301, il donne quittance au duc de Lorraine Ferry III de 100 livres que ce dernier lui verse pour réparation d'un incendie allumé par ses troupes à Arnoncourt qui relevait d'Aigremont. Son père Jean Ier appose son sceau sur cet acte ,.
En 1304, avec son père Jean Ier et ses deux frères puînés, ils exécutent les dernières volontés de sa mère Alix d'Aigremont, qui avant commandé par testament la fondation d'un hôpital à Bourbonne placé sous l'égide de Saint-Antoine.
En 1309, au décès de son père Jean Ier, il hérité en tant que fils aîné de la seigneurie de Choiseul tandis que ses frères cadets Renier et Renard obtiennent celles d'Aigremont et de Bourbonne.

### Rapprochement avec le duché de Bourgogne
Après son accession au pouvoir, Jean se tourne vers le duché de Bourgogne, dont son père était le connétable, et n'a guère de contact avec ses autres voisins, les comtés de Champagne, de Bar et de Bourgogne. L'influence de son épouse Alix de Grancey, dont la famille est très importante en Bourgogne, n'est sans doute pas étrangère à cette décision.
Dès la 22 octobre 1309, au lieu-dit la Saule près de l'abbaye de Cîteaux, il reconnait tenir en fief du duc de Bourgogne Hugues V une rente de trente muids de vin, héritée de son père, à prendre à Pommard, ainsi que le village de Meuvy et ses dépendances,.
En 1314, il se ligue avec la noblesse bourguignonnes contre une ordonnance royale relative à la levée d'un impôt pour couvrir les frais de la guerre en Flandre.

### Rapports avec le clergé
Comme son père avant lui, il a des querelles avec l'abbaye de Morimond concernant le don de son grand-père Renard II d'une part des revenus des foires de Choiseul. En 1316, il essaie de s'entendre avec les moines sur l'étendue de cette donation, mais les négociations échouent à cause de la proportion des enjeux économiques.
Probablement à la suite de ces désaccords, les moines tentent ensuite de sortir de la garde du sire de Choiseul pour se placer sous la protection du roi de France. À la suite de cette procédure, le bailli de Chaumont confirme l'avouerie à Jean de Choiseul, qui sera renforcée par l'agrément du roi Charles IV le Bel en 1322. Puis en 1324, Jean vend cette garde de l'abbaye au comte de Bar, ce qui déplait aux moines ainsi qu'au bailli de Chaumont, mais le roi de France écrit en 1326 que le droit de garde avait confirmé précédemment au seigneur de Choiseul mais lui impose de la conserver en fief.
Jean entre ainsi dans la vassalité royale et obtient en fief les villages de Bassoncourt et Merrey en 1326, puis le village de Vaux-sous-Clefmont en 1327 qu'il tient de la reine.
En 1336, il prête hommage à l'évêque de Langres Guy Baudet. C'est le dernier acte dans lequel il apparait avant de décédé.

### Fin de vie
Il devient veuf en 1320 au décès de son épouse Alix de Grancey, qui est inhumée en l'abbaye de Morimond.
Il décède en 1336 ou au début de 1337 et est inhumé en l'abbaye de Morimond comme son épouse et ses ancêtres avant lui. Son fils aîné étant mort avant lui sans descendance, il est remplacé à la tête de la seigneurie de Choiseul par son fils puîné Gautier de Choiseul.

## Mariage et enfants

Blason de la Maison de Grancey.

Vers 1301, il épouse Alix de Grancey, fille de Guillaume de Grancey, seigneur de Grancey, et d'Isabelle de Tilchâtel, dont il a cinq enfants :
- Marie de Choiseul, qui épouse Godemar du Fay, seigneur de Baucheron, bailli de Chaumont et sénéchal de Beaucaire, d'où postérité ;
- Jean de Choiseul, cités dans des chartes de 1320 et 1323, mais mort avant son père vers 1330, probablement sans union ni postérité ;
- Gautier de Choiseul, qui succède à son père ;
- Guy de Choiseul, qui épouse Jeanne d'Annegray, mais qui meurt avant 1338, probablement sans postérité ;
- Jeanne de Choiseul, qui épouse Hervé de Saffres, d'où postérité.